# すまっしゅぱんだ
すまっしゅぱんだは日本のフリーゲームシナリオライター。

## 作品

### アダルトゲーム
- 魔法少女マナ
- 外道勇者
- 背徳の学園2 〜闇を継ぐ者〜
- 触区 -学園妖触譚-
- 催眠凌辱学園（催眠乱交学園）
- 聖魔の天秤
- W触区 －新・学園妖触譚－
- 最凶魔法少女アリナ
- 林間島
- 触禍 〜処女を狙う黒い影〜
- 最終痴漢電車3
- はらハラしちゃう! 〜親にはナイショの子作り性活〜 ―朝霧姉妹編―
- はらハラしちゃう!! 〜親にはナイショの子作り性活〜 -甘原出雲編-
- 禁断の病棟 〜特殊精神科医 遊佐惣介の診察記録〜
- 守護聖女プリズムセイバー
- デモニオン 〜魔王の地下要塞〜
- 白コキ黒コキ 〜黒タイツに責められるがそれぐらいでは白ニーソをあきらめない俺〜
- えれくと!
- すぽコン! SPORTSWEAR COMPLEX
- バス畜 〜隠された性癖を暴け〜
- ディバインハート マキナ 外伝02 〜淫蟲放卵記篇〜
- ディバインハート カレン 〜姦墜洗脳の罠〜
- 聖エステラ学院の七人の魔女
- モンスターズ・レイド 短編集 〜姫騎士ボテ腹出産アクメ編〜
- モンスターズ・レイド 短編集 〜エルフ王女複数輪辱種付け編〜
- あおぞらストライプ
- モンスターズ・レイド 短編集 〜竜人王女強制托卵失禁絶頂編〜
- モンスターズ・レイド 短編集 〜巫女姫触手拘束直腸射精編〜
- モンスターズ・レイド -魔に堕ちる姫騎士-
- デモニオンII 〜魔王と三人の女王〜
- なまイキ 〜生粋荘へようこそ!〜
- 付喪女・あおゑ
- まぞまい Mな妹のエッチなおねだり
- エロ本を捨ててから兄の様子がおかしい
- ウルスラグナ 〜征戦のデュエリスト〜
- 塔の下のエクセルキトゥス
- エロ漫画家さんと貧乏姉妹
- ハラミタマ
- ダンジョン オブ レガリアス 背徳の都イシュガリア
- お兄ちゃんは、私たちのおもちゃ
- アリスティア・リメイン
- エデンズリッター 淫悦の聖魔騎士ルシフェル編
- エデンズリッター 番外編
- 百奇繚乱の館
- Love×Holic ～魅惑の乙女と白濁カンケイ～
- ギルドマスター
- 変態エルフ姉妹と真面目オーク
- エデンズリッター 第1章外伝 淫難の巫女姫セシリィ編
- エデンズリッター 第2章 獄悦の竜皇女ヒルデガルド
- カオスドミナス
- やりなおしのクリスマス
- 年の差兄妹と、忘れられた夜
- 絶対女帝都市 ～叛逆の男・カムイ～
- エデンズリッター 第2章外伝 煉獄の魔王バルベリト編
- 極限痴漢特異点[1]
- Mama×Holic ～魅惑のママと甘々カンケイ～[2]
- 極限痴漢特異点2 痴漢の証明[3]
- 魔王城Re:ビルド!